# Nomans Land

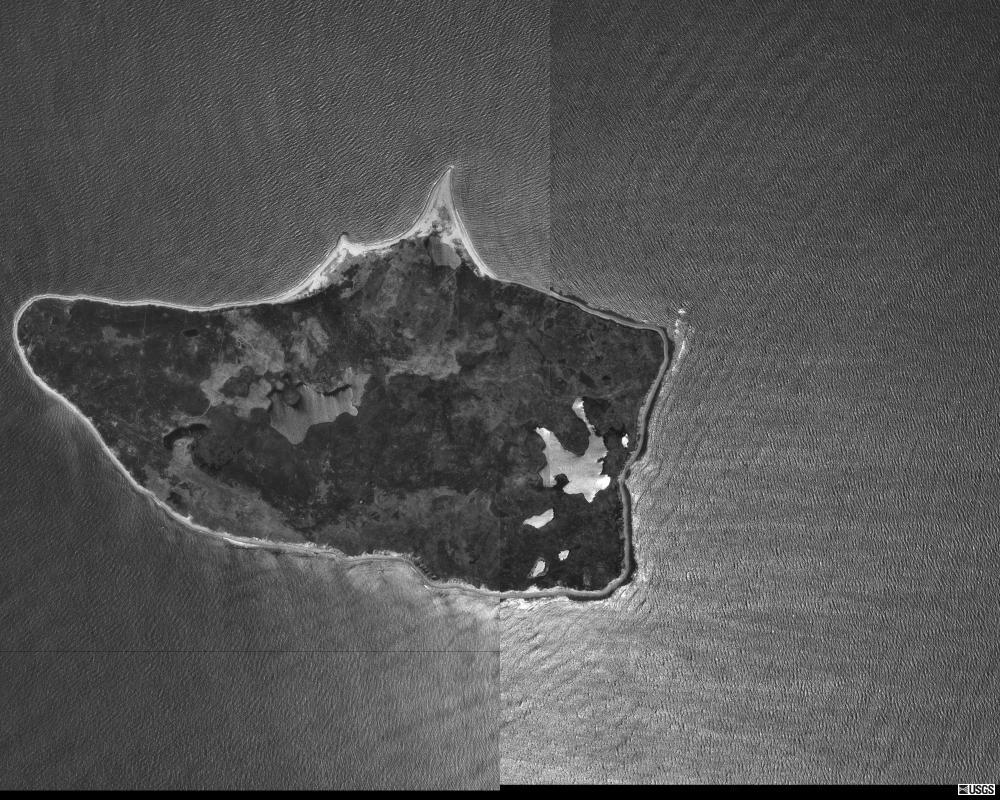
Fotografia per USGS de l'illa Nomans Land (1971)

Nomans Land (també cartografiada com "No Man's Land"
o "No Mans Land" o
"No Man's island")
és una illa deshabitada que té una superfície de 612 acres (2.477 km²), que pertany al terme municipal de Chilmark, Massachusetts, als Estats Units. Es troba a tres milles (5 km) de la cantonada sud-oest de l'illa de Martha's Vineyard.
Aquesta illa no es pot visitar donat que està plena de bombes de la Segona Guerra Mundial i posteriorment va ser un cam de tir(1943-1996).

## Història
El 15 de maig de 1602, viatjant en el Concord (de Dartmouth) arribant a Cape Cod, el Capità Bartholomew Gosnold va donar el nom a la petita illa que actualment es coneix com a "Nomans Land" com "Martha's Vineyard" en honor de la seva filla més gran, Martha;
tanmateix, posteriorment aquest nom va ser transferit a l'illa més gran propera, situada al nord-est de Nomans Land.
S'hi va construir un aeròdrom per part de la U.S. Navy entre novembre de 1942 i maig de 1944 i durant 53 anys aquesta illa va ser un lloc de pràctiques pels bombarders (de 1943 a 1996). Dues zones restringides (restricted airspace) les R-4105A i R-4105B es troben a l'illa actualment.
L'any 1952 la família Crane va vendre l'illa a la Navy.
El terç oriental de l'illa és gestionat per la U.S. Fish and Wildlife Service (FWS) des de 1975, des de 1998 la FWS estiona tota l'illa. És especialment interessant com refugi per aus migradores.